# Serra da Raiz
Serra da Raiz este un oraș în Paraíba (PB), Brazilia.